# Oligodendrocyt
Oligodendrocytter (fra græsk, betydende Celler med få forgreninger), eller oligodendroglia er en gliacelle-type lokaliseret i hjernen. Deres hovedfunktion er at give støtte og isolere nervecellernes udløbere (aksoner) i centralnervesystemet. Den samme funktion udføres af Schwann celler i det perifere nervesystem. Oligodendrocytter gør dette ved at producere myelinskeder omkring aksonerne, bestående af 80% lipid og 20% protein. En enkel oligodendrocyt kan være i kontakt med over 50 aksoner, dannende omtrent 1 μm myelin omkring hvert akson. 